# James Frederik Oiesen
James Frederik Oiesen - oprindeligt Janus Frederik Øjudsen eller Oisen eller Øiesen (Født 17. oktober 1857 i Rønne, død 4 september 1928 i København), var en dansk ambassadør i Kina, og toldkommissær ved den kinesiske toldetat.
Oiesen voksede op på Bornholm men udvandrede sammen med sin familie til staten Pennsylvania USA i 1870. Han viste tidligt gode anlæg for at lære fremmedsprog, og i USA arbejdede han som tolk for en læge, der behandlede immigranter. Her lærte han efter sigende mere end tyve forskellige sprog. I 1876 rejste han til Kina, hvor hans onkel var ansat ved det maritime toldvæsen (Chinese Imperial Maritime Customs). Her blev han protegeret af chefen for det kinesiske toldvæsen, Sir Robert Hart, som siden skulle blive hans mentor og ven.

## Karriere i det kinesiske toldvæsen
I de følgende 43 år havde Oiesen en strålende karriere i det kinesiske toldvæsen. I perioden 1889-1900 var han udstationeret i Korea, som på det tidspunkt var under kinesisk protektion. Han udnævntes bl.a. til britisk konsul i Korea. I 1900 vendte han tilbage til Kina, hvor han gjorde tjeneste ved toldetaten i forskellige byer. Ved flere lejligheder havde han længerevarende ophold i Danmark og USA (1901, 1906-1907, 1911 og 1915). Hans karriere i toldvæsenet sluttede i 1919, hvor han var blevet sekretær for toldvæsenets statistiske kontor i Shanghai. I 1920 udnævntes han til dansk ambassadør i Peking. I 1923 trak han sig tilbage og tilbragte resten af sine dage i USA og Danmark.

### Toldassistent
- 1877 Cheefoo
- 1881 Swatow
- 1886 Shanghai
- 1887 Wuhu
- 1889 Kiukiang

### Toldkommissær
- 1889-1900 i Korea (Yuensan, Seoul, Wonsan)
- 1902 Santuao
- 1904 Lappa (Macao)
- 1904-1905 Pakhoi
- 1908-1909 Foochow
- 1909-1911 Canton
- 1911-1915 Tsientsin og Chinwangtao
- 1916-1918 Hankow

### Sekretær for Toldvæsenets Statistiske Bureau
- 1918-1919 Shanghai

### Ambassadør
- 1920-1923 Peking

Oiesen modtog tilsyneladende aldrig nogen formel videregående uddannelse, men i kraft af sine evner og sans for sprog, kultur og administration blev han den dansker, der nåede længst i det kinesiske riges embedsapparat. Han var forfatter til flere afhandlinger om kinesiske politiske forhold. Han sendte ved flere lejligheder kinesiske og koreanske etnografiske genstande hjem til Bornholms Museum i Rønne og Nationalmuseet i København. For sine fortjenester blev han ophøjet i den koreanske adelsstand i 1891, og af kejseren i Kina blev han i 1904 udnævnt til civil embedsmand af 3. klasse, mandarin. Han blev Ridder af Dannebrogordenen i 1909 og kommandør af Dannebrogordenen i 1919 og Dannebrogsmand i 1922.

## Familie
Privat blev J.F. Oiesen i 1886 gift med den kinesiske kvinde Akwai Yang (1866-1942), som kom fra en rig købmandsfamilie i Canton. Parret fik syv børn, hvoraf de fem overlevede til voksenalderen. Nellie, Marie, Asta, Erik og Elsa Dagmar - parret adopterede også syv kinesiske børn.